# Chilicola longiceps
Chilicola longiceps là một loài Hymenoptera trong họ Colletidae. Loài này được Ashmead mô tả khoa học năm 1898.